# Papaipema cataphracta
Papaipema cataphracta är en fjärilsart som beskrevs av Augustus Radcliffe Grote 1864. Papaipema cataphracta ingår i släktet Papaipema och familjen nattflyn. Inga underarter finns listade i Catalogue of Life.

## Bildgalleri

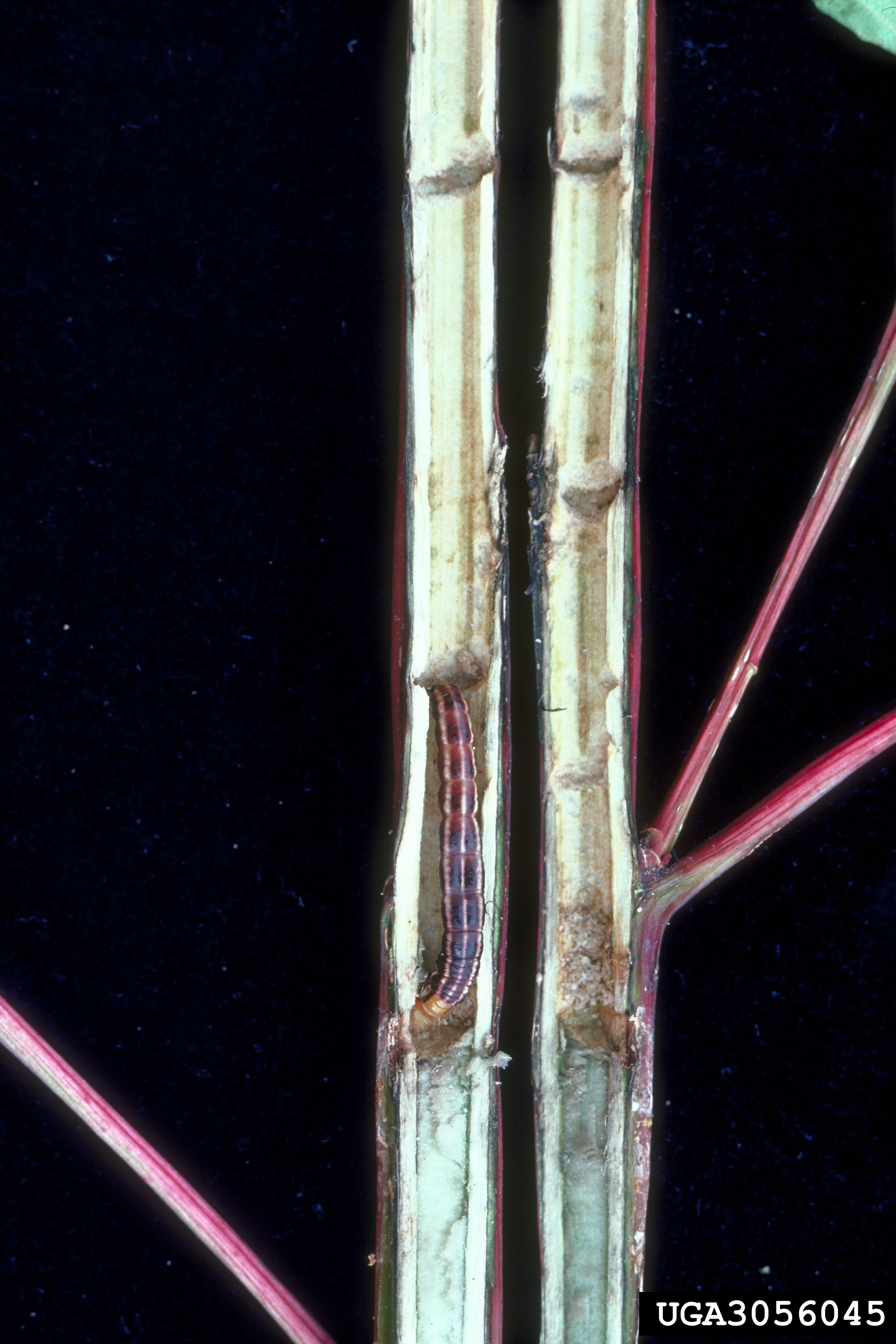